# Keystone Corporation
A Keystone Aircraft Corporation foi a mais nova fabricante de aviões do mundo. O seu quartel-general fica na cidade de Bristol no estado americano da Pensilvânia. Foi formada da Ogdensburg Aeroway Corp em 1920 por Thomas Huff e Elliot Daland, mas rapidamente foi mudou de nome passado para Huff-Daland Aero Corp e depois Huff-Daland Aero Company.

## Aeronaves
Em 6 anos, a Keystone fabricou apenas 7 aviões.
- Huff-Daland XB-1 (1927)
- Keystone B-3 (1930)
- Keystone K-47 (1927)
- Keystone K-55 (1928)
- Keystone-Loening K-84 (1929)
- Keystone-Loening K-85 (1929)
- Keystone PK-1 (1930)